# Recherche de rente

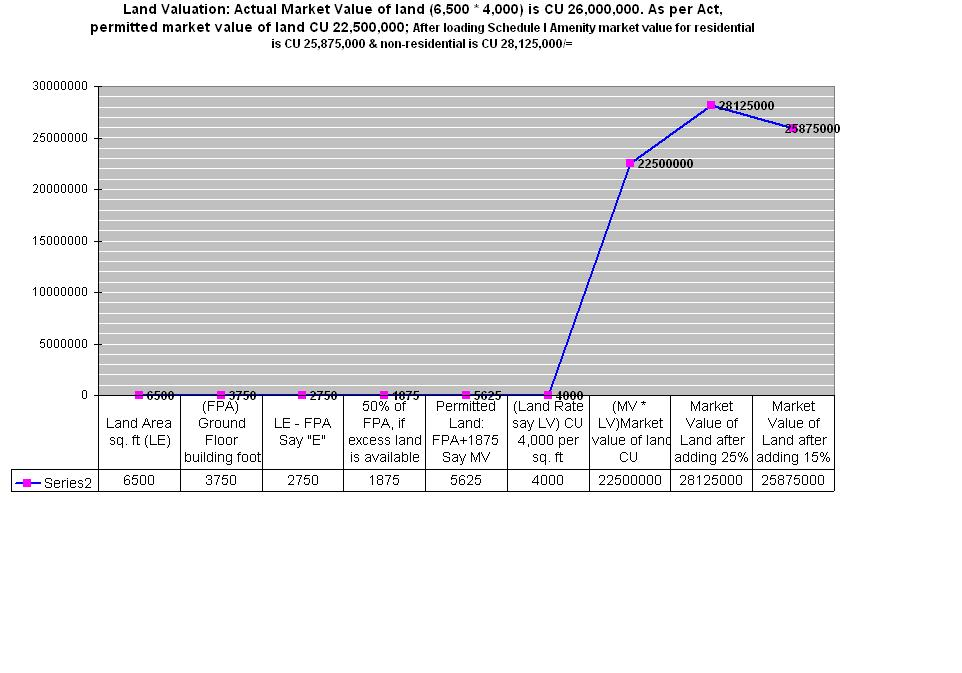
Graphique d'évaluation de rente foncière

La recherche de rente (en anglais rent seeking) consiste à favoriser la recherche d'une rente obtenue à l'aide de la manipulation ou de l'exploitation de l'environnement économique ou politique, plutôt qu'un revenu correspondant à une activité apportant un surplus de richesse pour la collectivité. Jagdish Bhagwati parle d'activité DUP (Directly Unproductive Profit-Seeking, ce qui se traduit littéralement en français par « recherche de profit directement non-productif »), c'est-à-dire issu d'une activité non directement productive.

## Rente et profit
La rente, ici, est différente de la rente ricardienne. En effet, elle n'est pas naturelle en ce sens qu'elle n'est pas extérieure à l'action des hommes. Au contraire, elle est un produit de la législation et, à ce titre, elle est créée par la puissance publique (en France l'État). James M. Buchanan distingue la recherche de profit de la recherche de rente. La première conduit à agir de telle sorte que le gain social marginal de l'action soit supérieur au gain marginal privé. Elle entraîne une externalité dont la société tout entière profitera. La seconde, au contraire, provoque un gain privé supérieur au gain social marginal. Pour Bhagwati, dans ce cas, du capital est employé dans une activité à production nulle, ou, pour reprendre ses propres termes, dans une activité DUP (Directly Unproductive Profits seeking activities- activités de recherche de profit directement improductives).

## Ce qui constitue la recherche de rente
La rente économique peut être le résultat de nombreuses situations (rente héritée, monopole naturel, avantage technologique). La rente visée par le terme recherche de rente est fortement liée à une régulation politique. Ce qui caractérise la recherche de rente est l'utilisation de moyens d'influence légaux ou illégaux pour pousser un pouvoir politique à prendre des décisions créant ou contribuant à créer ou à maintenir une rente pour des intérêts économiques privés au détriment de l'intérêt général objectif.
D'un point de vue économique, dans une situation monopolistique, Gordon Tullock a démontré l'effet négatif que peut avoir la recherche de rente sur le revenu global de la société. (Cf les deux pertes sèches : Trapeze de Tullock)

## Comment évaluer les coûts de la recherche de rente?
Une controverse s'est engagée pour chiffrer le montant exact de la perte directe. Pour Bhagwati, à l'inverse d'Anne Krueger, cette perte est en général inférieure au montant de la rente (c'est ce qu'il appelle le « théorème du beau-père »).
Toutefois, dans tous les cas, les activités de recherche de rente provoquent également d'importantes pertes indirectes. Tout d'abord, comme Smith l'avait déjà noté, elles induisent une hausse des taux de profit dans les secteurs rentiers. De sorte que des capitaux seront détournés de secteurs très utiles à la production, parce que les profits espérés y seront beaucoup trop faibles. Aussi, la recherche de rente contribue-t-elle à diminuer la production totale.

## Recherche de rente et endogénéisation des politiques économiques
La prise en compte des coûts de recherche de rente conduit à endogénéiser les politiques économiques suivies. De sorte qu'elles vont maintenant dépendre du jeu des acteurs et des moyens engagés.

## Exemple de recherche de rente
Dans l'acceptation du terme « recherche de rente », les rentes visées sont d'origine règlementaire.

### Création de rentes formelles
Les guildes au Moyen Âge (XIe-XIVe siècle) sont un exemple typique de recherche de rente. Des entreprises privées obtiennent que le pouvoir politique de l'époque limite de manière discrétionnaire, et à leur profit, l'entrée de nouvelles entreprises privées dans une activité.
L'organisation des taxis dans de nombreuses villes dans le monde est strictement réglementée par le pouvoir politique, notamment en ce qui concerne le droit d'installation.

### Création de rentes de fait
La réglementation peut aussi une source de rentes de faits. Dans de nombreux domaines, notamment dans l'agro-alimentaire, la mise aux normes peut représenter un coût important et être hors de portée technique des acteurs les moins sophistiqués,. Plaider pour des normes arbitrairement coûteuses peut être un moyen pour les acteurs les plus puissants d'un secteur d'exclure de fait les entreprises disposant de moins de ressources financières, techniques ou juridiques, notamment les très petites entreprises, voire des petites et moyennes entreprises.